# Prince Edward Theatre
Il Prince Edward Theatre è un teatro sito nella città di Westminster del West End di Londra. Il teatro aprì al pubblico nel 1930 e fu chiamato così in onore di Edoardo VIII del Regno Unito, allora Principe di Galles.

## Storia
Nato come teatro di musical e varietà, nei suoi primi anni d'attività il Prince Edward Theatre vide il debutto londinese di Josephine Baker. Nel 1935 il teatro fu ribattezzato London Casino e convertito in sala da ballo e cabaret. Gravemente danneggiato dai blitz nazisti durante la seconda guerra mondiale, il teatro fu ristrutturato nel 1942 e riaperto al pubblico come "Queensberry All Services Club", prima che T. ed E. Braddock lo riportassero al suo stato precedente come London Casino.
Dal 1952 al 1974 il teatro fu convertito in un cinerama, prima di essere riaperto al pubblico come cinema e sala da cabaret fino al 1976. Nel 1978 il teatro fu definitivamente riconvertito alla sua funzione originale di teatro di prosa e commedie musicali, consacrato con il debutto del musical di Andrew Lloyd Webber Evita; il musical fu un successo e rimase in scena fino al 1986. Per il resto degli anni ottanta il teatro ha ospitato diverse altre produzioni di spettacoli musicali di successo, sempre legati ad Elaine Paige (Chess, 1986-1989; Anything Goes, 1989-1990).
Negli altri novanta il Prince Edward Theatre si affermò con altri musical di duraturo successo, come Crazy for You (1993-1996), Martin Guerre (1996-1999) e revival di Show Boat e West Side Story. Nel 1998 il musical Mamma Mia! debuttò al Prince Edward Theatre, dove rimase in scena fino al 2004; successivamente il musical degli ABBA fu trasferito a Prince of Wales Theatre fino al 2014 e poi al Novello Theatre. Dal 2004 al 2008 il teatro ospitò il musical della Disney Mary Poppins, mentre dal 2008 al 2014 Jersey Boys rimase in scena nel teatro. In anni recenti il teatro è stato occupato dalle produzioni dei musical Miss Saigon (2014-2016), Aladdin (2016-2019) e ancora Mary Poppins (2019-2023).